# 谷村唯一郎

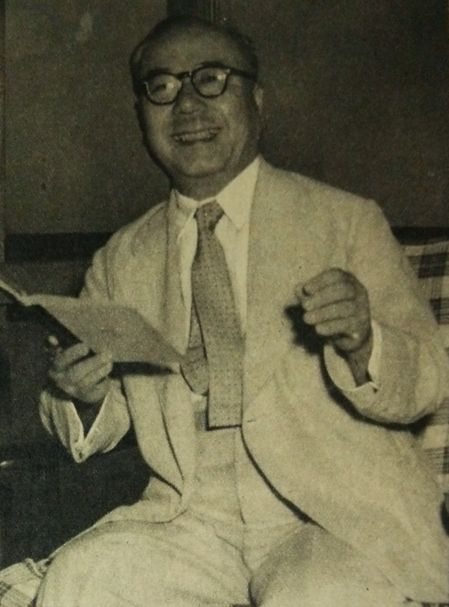
1953年

谷村 唯一郎（たにむら ただいちろう、1887年4月5日 - 1982年5月29日）は、日本の弁護士・最高裁判所判事。

## 経歴
鹿児島県大島郡名瀬町（名瀬市を経て現奄美市）生まれ。会計検査院の書記をしながら、1914年に中央大学法律科を卒業。1917年に弁護士となり、戦前には東京弁護士会会長を務める。戦後は法曹一元化に一環として司法次官（後の法務事務次官）として数々の法改正を手がけ、司法研修所の設立に力を尽くした。また、GHQの公職追放解除を審査する公職資格訴願審査委員会委員長を歴任。
1951年4月、最高裁判所判事となる。
定年前の1956年11月に「定年なんて老いぼれの烙印を押されるのは嫌」として依願退官。退官後は運輸審議会会長、日本法律家協会会長を歴任。また中央大学理事、飯野海運や三省堂などの顧問弁護士を務めた。
1982年5月30日に東京都練馬区の病院で95歳で死去。墓所は多磨霊園。
人生訓は「無理をしないこと、欲を出さないこと」「何事も腹八分目がいい」。